# Samantha Boscarino
Samantha Joann Boscarino, mais conhecida como Samantha Boscarino (Beverly Hills, Califórnia, 26 de dezembro de 1994) é uma Atriz,cantora e modelo estadunidense que ficou mais conhecida por interpretar  Alicia Rivera no filme The Clique em 2008 e Gloria em The Perfect Game no ano de 2009.Além disso teve várias participações nas séries Jonas, Parenthood, True Jackson VP e Good Luck Charlie.

## Biografia
Boscarino nasceu em Beverly Hills em  26 de dezembro de 1994 sua irmã se chama Lea Boscarino. É a melhor amiga da atriz e cantora Bridgit Mendler, a qual ja atuou junto em Garotas S.A e em Boa Sorte, Charlie e fez uma pequena participação em  Os Feiticeiros de Waverly Place com o papel de Lisa Cucuy. Samantha também participou do clipe "Rocketship" de Shane Harper junto com Mendler.

## Filmografia
| Ano             | Título                          | Personagem      | Nota                               |
| 2008            | O Show da Tyra Banks            | Ela mesma       | Convidada                          |
| 2008            | Garotas S.A                     | Alicia Rivera   | Filme, co-protagonista             |
| 2009            | The Perfect Game                | Gloria          |                                    |
| 2009            | JONAS                           | Amy             | 1ª Temporada - Episódio 9          |
| 2009            | Mr. Troop Mom                   |                 | Intérprete                         |
| 2010            | Paternidade                     | Lindsay         | 1 Episódio                         |
| 2010            | True Jackson                    | Carla           | 1 Episódio                         |
| 2011            | Os Feiticeiros de Waverly Place | Lisa Cucuy      | 1 Episódio                         |
| 2011            | Boa Sorte, Charlie!             | Skyler          | 4 Episódios                        |
| 2011 - 2012     | How To Rock                     | Molly Garfunkel | Protagonista, vilã                 |
| 2012 - 2014     | Carinhas de Anjos               | Samantha        | Protagonista, Era Vilã Agora Amiga |
| 2014 - presente | Carinhas de Anjos               | Samantha        | Protagonista, Amiga                |